# 886 هـ
886 هـ هي سنة في التقويم الهجري امتدت مقابلةً في التقويم الميلادي بين سنتي 1481 و1482.

## وفيات
- محمد الفاتح